# Pōmare I
Pōmare I (1742 - 1803) fou ari’i rahi maro ’ura, gran cap de Tahití. És considerat com l'iniciador de la dinastia reial dels Pōmare, la família dominant de Tahití i Moorea i les seves dependències a les Illes del Vent. Protegit pels anglesos, especialment James Cook i William Bligh, va ser tractat com a rei de Tahití, i reconegut com a tal per part de la Marina britànica des del 1788, encara que no havia estat investit ni va ser tractat com a rei per part dels tahitians. Inicialment no era l’ari’i rahi més noble i poderós de l'illa, però va anar acumulant poder fins que el seu fill, Pōmare II, va acabar sent un monarca absolut.
Anomenat protocol·làriament Tū-nui-’ē’a-i-te-atua (conegut com a Tū, o Otoo segons Cook), era fill del cabdill tahitià Teu-nui-ʻēʻa-i-te-atua (conegut com Teu, o també Hapai, o Whappai segons Cook) i la seva muller Tetupaia-i-Hauiri. Va canviar diverses vegades de nom. Seguint la tradició tahitiana va transferir tots els seus títols al seu fill, inclòs el nom de Tū, i va canviar successivament a Teina, Mate, Pōmare que significa "el que tos a la nit" i era el malnom del seu fill petit, i finalment Vairaatoa. Pels missioners es va quedar amb el nom de Pomare, sovint anomenat Pomare-Vairaatoa per diferenciar-lo del seu fill Tu-Pomare. Segons el costum pi'i, no es podien pronunciar en la seva presència les paraules que es poguessin relacionar amb el seu nom. Així, la paraula vai ('aigua'), relacionada amb el seu últim nom, Vairaatoa, es va canviar per pape. El lloc anomenat Vaiete ('font d'aigua') es va convertir en Papeete, on més tard s'establiria la capital del regne.
Va heretar del seu pare el títol d'ari’i rahi dels districtes de Porionu’u, al nord de l'illa. Aprofitant les lluites del clan dels Teva va aconseguir el títol d’ari’i rahi maro ’ura, la màxima dignitat de l'illa, encara que era més nominal que real. Amb l'arribada dels anglesos a la badia de Matavai, al límit dels seus dominis, va aconseguir un tracte de favor, especialment del capità Cook que el tracta com a rei de Tahití. Per aquest motiu va ser atacat pels altres ari'i i quan arriba el Bounty amb William Bligh, el 1788, es trobava en una situació tant precària que demana que se l'emporti a Anglaterra. Bligh reitera l'amistat entre Jordi III d'Anglaterra i Pōmare com a rei de Tahití. El 1790 es produeix la guerra dels amotinats del Bounty, on Pōmare aprofita la presència dels anglesos que lluiten al seu costat, i s'apodera de l'illa de Mo’orea que afegeix a les dependències de Meheti’a i Teti’aroa. Era l'inici una sèrie de guerres victorioses.
El 1791, seguint el costum dels ari'i, investeix el seu fill que tenia nou anys com a ari’i rahi maro ’ura, i ell es queda com a regent. Derrota al clan dels Teva, novament amb l'ajuda de mercenaris europeus. El 1797 esclata la guerra entre els dos Pōmare, recolzats cadascun per diferents ari'i, fins que Itia, la mare de Pōmare II, aconsegueix un acord. El 1802 en la guerra de Rua els dos Pōmare aconsegueixen imposar-se de nou gràcies a l'arribada oportuna de tres vaixells mercants anglesos. El seu poder només era contestat pels irreductibles Teva del districte de Papara.
Pōmare era considerat com l'home més corpulent de Tahití, amb una alçada d'1,95 m. La seva dona Itia també era corpulent, forta i guerrera. Mentre que Pōmare era considerat un poruc, Itia era de fet el cap de guerra del clan. A Moorea vivia amb Vairiti, a més d'Itia, fins que les va deixar per unir-se a la jove Pipiri. Pōmare I va morir el 1803 quan era considerat un dels homes més vells de Tahití.